# Temporada 2014 de Fórmula Renault 3.5 Series

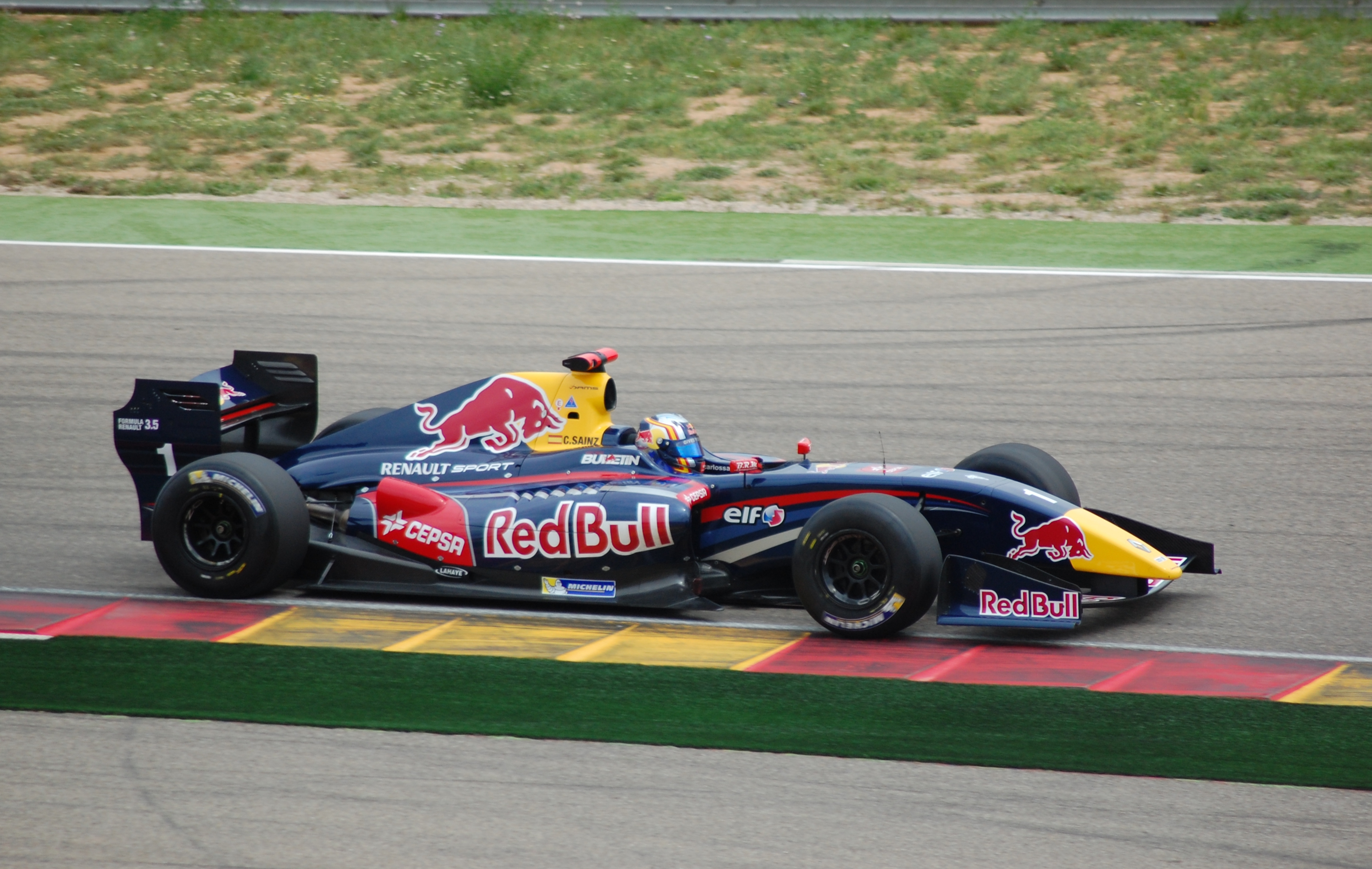
Carlos Sainz Jr., ganador del campeonato.

La temporada 2014 de Fórmula Renault 3.5 Series fue la 10.ª temporada de la categoría. Inició en abril en Monza y finalizó en octubre en Jerez.
El español Carlos Sainz Jr. ganó el campeonato de pilotos y DAMS el de escuderías.

## Escuderías y pilotos
Escuderías y pilotos que participaron en al menos una carrera. Todos ellos condujeron unidades Dallara T12-Zytek ZRS03.
| Escudería                  | N.º | Piloto              | Estado | Rondas   |
| -------------------------- | --- | ------------------- | ------ | -------- |
| DAMS                       | 1   | Carlos Sainz Jr.    |        | Todas    |
| DAMS                       | 2   | Norman Nato         |        | Todas    |
| Fortec Motorsports         | 3   | Sergey Sirotkin     |        | Todas    |
| Fortec Motorsports         | 4   | Oliver Rowland      | N      | Todas    |
| International Draco Racing | 5   | Pietro Fantin       |        | Todas    |
| International Draco Racing | 6   | Luca Ghiotto        | N      | Todas    |
| Arden Motorsport           | 7   | Pierre Gasly        | N      | Todas    |
| Arden Motorsport           | 8   | William Buller      |        | Todas    |
| Tech 1 Racing              | 9   | Marco Sørensen      |        | Todas    |
| Tech 1 Racing              | 10  | Alfonso Celis Jr.   | N      | 6        |
| Tech 1 Racing              | 10  | Nicholas Latifi     | N      | 7-9      |
| Strakka Racing             | 11  | Will Stevens        |        | Todas    |
| Strakka Racing             | 12  | Matias Laine        |        | Todas    |
| Lotus                      | 15  | Marlon Stöckinger   |        | Todas    |
| Lotus                      | 16  | Matthieu Vaxivière  | N      | 1-3, 6-9 |
| Lotus                      | 16  | Richie Stanaway     |        | 4–5      |
| ISR                        | 17  | Jazeman Jaafar      |        | Todas    |
| AVF                        | 19  | Beitske Visser      | N      | Todas    |
| AVF                        | 20  | Zoël Amberg         |        | Todas    |
| Zeta Corse                 | 21  | Roman Mavlanov      | N      | 1-7, 9   |
| Zeta Corse                 | 22  | Roberto Merhi       | N      | Todas    |
| Pons Racing                | 25  | Oliver Webb         |        | 1-3      |
| Pons Racing                | 25  | Óscar Tunjo         | N      | 4-9      |
| Pons Racing                | 26  | Meindert van Buuren | N      | Todas    |
| Comtec Racing              | 27  | Nikolay Martsenko   |        | 1-2      |
| Comtec Racing              | 27  | Cameron Twynham     | N      | 6-8      |
| Comtec Racing              | 28  | Andrea Roda         | N      | 3        |
| Comtec Racing              | 28  | Esteban Ocon        | N      | 7-8      |

| Icono | Leyenda |
| ----- | ------- |
| N     | Novato  |

## Calendario
El calendario fue anunciado en octubre de 2013.
| Ronda | Ronda | Circuito                                | Fecha            |
| ----- | ----- | --------------------------------------- | ---------------- |
| 1     | C1    | Autodromo Nazionale di Monza, Monza     | 12 de abril      |
| 1     | C2    | Autodromo Nazionale di Monza, Monza     | 13 de abril      |
| 2     | C1    | MotorLand Aragón, Alcañiz               | 26 de abril      |
| 2     | C2    | MotorLand Aragón, Alcañiz               | 27 de abril      |
| 3     | 3     | Circuito de Mónaco, Montecarlo          | 25 de mayo       |
| 4     | C1    | Circuito de Spa-Francorchamps, Spa      | 31 de mayo       |
| 4     | C2    | Circuito de Spa-Francorchamps, Spa      | 1 de junio       |
| 5     | C1    | Moscow Raceway, Volokolamsk             | 28 de julio      |
| 5     | C2    | Moscow Raceway, Volokolamsk             | 29 de julio      |
| 6     | C1    | Nürburgring, Nürburg                    | 12 de julio      |
| 6     | C2    | Nürburgring, Nürburg                    | 13 de julio      |
| 7     | C1    | Hungaroring, Mogyoród                   | 13 de septiembre |
| 7     | C2    | Hungaroring, Mogyoród                   | 14 de septiembre |
| 8     | C1    | Circuito Paul Ricard, Le Castellet      | 27 de septiembre |
| 8     | C2    | Circuito Paul Ricard, Le Castellet      | 28 de septiembre |
| 9     | C1    | Circuito de Jerez, Jerez de la Frontera | 18 de octubre    |
| 9     | C2    | Circuito de Jerez, Jerez de la Frontera | 19 de octubre    |

## Resultados
| Ronda   | Ronda | Ronda                         | Pole position    | Vuelta rápida       | Piloto ganador   | Escudería ganadora | Rookie ganador |
| ------- | ----- | ----------------------------- | ---------------- | ------------------- | ---------------- | ------------------ | -------------- |
| 1       | C1    | Autodromo Nazionale di Monza  | Carlos Sainz Jr. | Carlos Sainz Jr.    | Will Stevens     | Strakka Racing     | Roberto Merhi  |
| 1       | C2    | Autodromo Nazionale di Monza  | Carlos Sainz Jr. | Carlos Sainz Jr.    | Carlos Sainz Jr. | DAMS               | Luca Ghiotto   |
| 2       | C1    | MotorLand Aragón              | Carlos Sainz Jr. | Carlos Sainz Jr.    | Carlos Sainz Jr. | DAMS               | Oliver Rowland |
| 2       | C2    | MotorLand Aragón              | Oliver Rowland   | Oliver Rowland      | Oliver Rowland   | Fortec Motorsports | Oliver Rowland |
| 3       | 3     | Circuito de Mónaco            | Norman Nato      | Norman Nato         | Norman Nato      | DAMS               | Oliver Rowland |
| 4       | C1    | Circuito de Spa-Francorchamps | Carlos Sainz Jr. | Carlos Sainz Jr.    | Carlos Sainz Jr. | DAMS               | Pierre Gasly   |
| 4       | C2    | Circuito de Spa-Francorchamps | Carlos Sainz Jr. | Matias Laine        | Carlos Sainz Jr. | DAMS               | Oliver Rowland |
| 5       | C1    | Moscow Raceway                | Sergey Sirotkin  | Meindert van Buuren | Sergey Sirotkin  | Fortec Motorsports | Roberto Merhi  |
| 5       | C2    | Moscow Raceway                | Roberto Merhi    | Roberto Merhi       | Roberto Merhi    | Zeta Corse         | Roberto Merhi  |
| 6       | C1    | Nürburgring                   | Carlos Sainz Jr. | Carlos Sainz Jr.    | Carlos Sainz Jr. | DAMS               | Roberto Merhi  |
| 6       | C2    | Nürburgring                   | Roberto Merhi    | Zoël Amberg         | Roberto Merhi    | Zeta Corse         | Roberto Merhi  |
| 7       | C1    | Hungaroring                   | Oliver Rowland   | Pierre Gasly        | Roberto Merhi    | Zeta Corse         | Roberto Merhi  |
| 7       | C2    | Hungaroring                   | Roberto Merhi    | Pierre Gasly        | Norman Nato      | DAMS               | Roberto Merhi  |
| 8       | C1    | Circuito Paul Ricard          | Carlos Sainz Jr. | Pierre Gasly        | Carlos Sainz Jr. | DAMS               | Pierre Gasly   |
| 8       | C2    | Circuito Paul Ricard          | Pierre Gasly     | Carlos Sainz Jr.    | Carlos Sainz Jr. | DAMS               | Pierre Gasly   |
| 9       | C1    | Circuito de Jerez             | Will Stevens     | Pietro Fantin       | Will Stevens     | Strakka Racing     | Oliver Rowland |
| 9       | C2    | Circuito de Jerez             | Oliver Rowland   | Pietro Fantin       | Oliver Rowland   | Fortec Motorsports | Oliver Rowland |
| Fuente: |       |                               |                  |                     |                  |                    |                |

## Clasificaciones

### Puntuaciones
| Position | 1.º | 2.º | 3.º | 4.º | 5.º | 6.º | 7.º | 8.º | 9.º | 10.º |
| Points   | 25  | 18  | 15  | 12  | 10  | 8   | 6   | 4   | 2   | 1    |

### Campeonato de Pilotos
| Pos.    | Piloto              | MNZ | MNZ | ALC | ALC | MON | SPA | SPA | MSC | MSC | NÜR | NÜR | HUN | HUN | LEC | LEC | JER | JER | Puntos |
| ------- | ------------------- | --- | --- | --- | --- | --- | --- | --- | --- | --- | --- | --- | --- | --- | --- | --- | --- | --- | ------ |
| 1       | Carlos Sainz Jr.    | 18  | 1   | 1   | 4   | 4   | 1   | 1   | 14  | 6   | 1   | Ret | 4   | 6   | 1   | 1   | 15  | 11  | 227    |
| 2       | Pierre Gasly        | 3   | 5   | 9   | 2   | 7   | 2   | 4   | 18  | 2   | 20  | 8   | 2   | 3   | 2   | 2   | 6   | 4   | 192    |
| 3       | Roberto Merhi       | 2   | 9   | 6   | 6   | 9   | Ret | 13  | 4   | 1   | 2   | 1   | 1   | 2   | 5   | 4   | Ret | Ret | 183    |
| 4       | Oliver Rowland      | 6   | 10  | 3   | 1   | 5   | Ret | 3   | Ret | 5   | 4   | Ret | 3   | 4   | 13  | 3   | 2   | 1   | 181    |
| 5       | Sergey Sirotkin     | 7   | 3   | 8   | Ret | Ret | Ret | Ret | 1   | 4   | 3   | 4   | 14  | Ret | 4   | 7   | 3   | 5   | 132    |
| 6       | Will Stevens        | 1   | Ret | 12  | 3   | 8   | 7   | 2   | 6   | 9   | 11  | 7   | 6   | 10  | 12  | 8   | 1   | 13  | 122    |
| 7       | Norman Nato         | 15  | 11  | 11  | 10  | 1   | 5   | 5   | 17  | 16  | 12  | 6   | 8   | 1   | 10  | Ret | 8   | 10  | 89     |
| 8       | Matthieu Vaxivière  | 17† | 16  | 7   | 8   | Ret |     |     |     |     | 13  | 2   | 5   | 7   | 3   | 6   | 4   | 8   | 83     |
| 9       | Marlon Stöckinger   | 14  | 2   | 4   | Ret | 11  | 9   | 11  | 7   | 11  | 5   | 3   | 15  | 14  | 6   | 13  | Ret | 9   | 73     |
| 10      | Jazeman Jaafar      | Ret | 7   | 13  | 9   | 3   | 3   | 6   | 5   | 12  | 15  | 9   | 10  | 8   | Ret | 5   | 14  | Ret | 73     |
| 11      | Zoël Amberg         | 8   | 13  | 5   | 5   | 6   | Ret | Ret | 2   | 8   | 9   | 5   | Ret | 15  | 11  | 19  | 12  | 14  | 66     |
| 12      | Marco Sørensen      | Ret | Ret | 15  | 7   | 2   | 8   | 10  | 15  | 15  | 10  | 14  | 7   | 9   | 8   | Ret | 9   | Ret | 44     |
| 13      | Matias Laine        | 10  | 12  | 19  | 14  | 13  | 4   | 7   | 8   | 7   | 6   | Ret | Ret | 13  | 9   | 17  | 10  | Ret | 40     |
| 14      | Nikolay Martsenko   | 5   | 6   | 2   | Ret |     |     |     |     |     |     |     |     |     |     |     |     |     | 36     |
| 15      | Pietro Fantin       | 11  | 8   | 10  | 12  | 15  | Ret | Ret | 3   | Ret | 7   | Ret | Ret | 11  | Ret | 20  | Ret | 6   | 34     |
| 16      | William Buller      | 4   | Ret | Ret | Ret | 16  | 11  | 12  | 11  | 10  | Ret | 10  | 19  | Ret | 17  | 10  | Ret | 3   | 30     |
| 17      | Luca Ghiotto        | 16  | 4   | 16  | Ret | 14  | 6   | Ret | 16  | 14  | Ret | 15  | 11  | 19  | 7   | 16  | 13  | Ret | 26     |
| 18      | Richie Stanaway     |     |     |     |     |     | Ret | 8   | 9   | 3   |     |     |     |     |     |     |     |     | 21     |
| 19      | Meindert van Buuren | 9   | Ret | 14  | 11  | 10  | 12  | 9   | NC  | 18  | 14  | Ret | 16  | 5   | Ret | 14  | 7   | 15  | 21     |
| 20      | Nicholas Latifi     |     |     |     |     |     |     |     |     |     |     |     | Ret | 18  | 16  | 9   | 16  | 2   | 20     |
| 21      | Beitske Visser      | Ret | 17  | 18  | 16  | 17  | 10  | 14  | 13  | 13  | 19  | Ret | 17  | 12  | 15  | 11  | 5   | 12  | 11     |
| 22      | Óscar Tunjo         |     |     |     |     |     | Ret | 15  | 10  | 17  | 8   | Ret | 12  | Ret | 18  | 15  | Ret | 7   | 11     |
| 23      | Esteban Ocon        |     |     |     |     |     |     |     |     |     |     |     | 9   | DNS | 14  | 12  |     |     | 2      |
| 24      | Roman Mavlanov      | 13  | 15  | 17  | 15  | 19  | 13  | 16  | 12  | Ret | 17  | 13  | 13  | 16  |     |     | 11  | Ret | 0      |
| 25      | Cameron Twynham     |     |     |     |     |     |     |     |     |     | 18  | 11  | 18  | 17  | 19  | 18  |     |     | 0      |
| 26      | Oliver Webb         | 12  | 14  | Ret | 13  | 12  |     |     |     |     |     |     |     |     |     |     |     |     | 0      |
| 27      | Alfonso Celis Jr.   |     |     |     |     |     |     |     |     |     | 16  | 12  |     |     |     |     |     |     | 0      |
| 28      | Andrea Roda         |     |     |     |     | 18  |     |     |     |     |     |     |     |     |     |     |     |     | 0      |
| Pos.    | Piloto              | MNZ | MNZ | ALC | ALC | MON | SPA | SPA | MSC | MSC | NÜR | NÜR | HUN | HUN | LEC | LEC | JER | JER | Puntos |
| Fuente: |                     |     |     |     |     |     |     |     |     |     |     |     |     |     |     |     |     |     |        |

| Color     | Resultado                                                               |
| --------- | ----------------------------------------------------------------------- |
| Oro       | Ganador                                                                 |
| Plata     | 2.ª plaza                                                               |
| Bronce    | 3.ª plaza                                                               |
| Verde     | Finalizó en los puntos                                                  |
| Azul      | Finalizó sin puntos                                                     |
| Azul      | NC - No clasificado                                                     |
| Violeta   | Ret - No terminó (Carrera)                                              |
| Rojo      | DNQ - No se clasificó                                                   |
| Negro     | DSQ - Descalificado                                                     |
| Blanco    | DNS - No empezó (carrera)                                               |
| Blanco    | WD - Retirado (fin de semana)                                           |
| Blanco    | C - Carrera cancelada                                                   |
| Sin color | DNP - Inscrito pero no participó                                        |
| Sin color | INJ - Lesionado                                                         |
| Sin color | EX - Excluido                                                           |
| Estado    | Resultado                                                               |
| Negrita   | Pole position                                                           |
| Cursiva   | Vuelta rápida                                                           |
| †         | Abandona, pero clasifica al completar el porcentaje requerido para ello |

| Novato |

### Campeonato de Escuderías
| Pos.    | Escudería                  | N.º | MNZ | MNZ | ALC | ALC | MON | SPA | SPA | MSC | MSC | NÜR | NÜR | HUN | HUN | LEC | LEC | JER | JER | Puntos |
| ------- | -------------------------- | --- | --- | --- | --- | --- | --- | --- | --- | --- | --- | --- | --- | --- | --- | --- | --- | --- | --- | ------ |
| 1       | DAMS                       | 1   | 18  | 1   | 1   | 4   | 4   | 1   | 1   | 14  | 6   | 1   | Ret | 4   | 6   | 1   | 1   | 15  | 11  | 316    |
| 1       | DAMS                       | 2   | 15  | 11  | 11  | 10  | 1   | 5   | 5   | 17  | 16  | 12  | 6   | 8   | 1   | 10  | Ret | 8   | 10  | 316    |
| 2       | Fortec Motorsports         | 3   | 7   | 3   | 8   | Ret | Ret | Ret | Ret | 1   | 4   | 3   | 4   | 14  | Ret | 4   | 7   | 3   | 5   | 313    |
| 2       | Fortec Motorsports         | 4   | 6   | 10  | 3   | 1   | 5   | Ret | 3   | Ret | 5   | 4   | Ret | 3   | 4   | 13  | 3   | 2   | 1   | 313    |
| 3       | Arden Motorsport           | 7   | 3   | 5   | 9   | 2   | 7   | 2   | 4   | 18  | 2   | 20  | 8   | 2   | 3   | 2   | 2   | 6   | 4   | 222    |
| 3       | Arden Motorsport           | 8   | 4   | Ret | Ret | Ret | 16  | 11  | 12  | 11  | 10  | Ret | 10  | 19  | Ret | 17  | 10  | Ret | 3   | 222    |
| 4       | Zeta Corse                 | 21  | 13  | 15  | 17  | 15  | 19  | 13  | 13  | 12  | Ret | 17  | 13  | 13  | 16  |     |     | 11  | Ret | 183    |
| 4       | Zeta Corse                 | 22  | 2   | 9   | 6   | 6   | 9   | Ret | 16  | 4   | 1   | 2   | 1   | 1   | 2   | 5   | 4   | Ret | Ret | 183    |
| 5       | Lotus                      | 15  | 14  | 2   | 4   | Ret | 11  | 9   | 11  | 7   | 11  | 5   | 3   | 15  | 14  | 6   | 13  | Ret | 9   | 177    |
| 5       | Lotus                      | 16  | 17† | 16  | 7   | 8   | Ret | Ret | 8   | 9   | 3   | 13  | 2   | 5   | 7   | 3   | 6   | 4   | 8   | 177    |
| 6       | Strakka Racing             | 11  | 1   | Ret | 12  | 3   | 8   | 7   | 2   | 6   | 9   | 11  | 7   | 6   | 10  | 12  | 8   | 1   | 13  | 162    |
| 6       | Strakka Racing             | 12  | 10  | 12  | 19  | 14  | 13  | 4   | 7   | 8   | 7   | 6   | Ret | Ret | 13  | 9   | 17  | 10  | Ret | 162    |
| 7       | AVF                        | 19  | Ret | 17  | 18  | 16  | 17  | 10  | 14  | 13  | 13  | 19  | Ret | 17  | 12  | 15  | 11  | 5   | 12  | 77     |
| 7       | AVF                        | 20  | 8   | 13  | 5   | 5   | 6   | Ret | Ret | 2   | 8   | 9   | 5   | Ret | 15  | 11  | 19  | 12  | 14  | 77     |
| 8       | ISR                        | 17  | Ret | 7   | 13  | 9   | 3   | 3   | 6   | 5   | 12  | 15  | 9   | 10  | 8   | Ret | 5   | 14  | Ret | 73     |
| 9       | Tech 1 Racing              | 9   | Ret | Ret | 15  | 7   | 2   | 8   | 10  | 15  | 15  | 10  | 14  | 7   | 9   | 8   | Ret | 9   | Ret | 64     |
| 9       | Tech 1 Racing              | 10  |     |     |     |     |     |     |     |     |     | 16  | 12  | Ret | 18  | 16  | 9   | 16  | 2   | 64     |
| 10      | International Draco Racing | 5   | 11  | 8   | 10  | 12  | 15  | Ret | Ret | 3   | Ret | 7   | Ret | Ret | 11  | Ret | 20  | Ret | 6   | 60     |
| 10      | International Draco Racing | 6   | 16  | 4   | 16  | Ret | 14  | 6   | Ret | 16  | 14  | Ret | 15  | 11  | 19  | 7   | 16  | 13  | Ret | 60     |
| 11      | Comtec Racing              | 27  | 5   | 6   | 2   | Ret |     |     |     |     |     | 18  | 11  | 18  | 17  | 19  | 18  |     |     | 38     |
| 11      | Comtec Racing              | 28  |     |     |     |     | 18  |     |     |     |     |     |     | 9   | DNS | 14  | 12  |     |     | 38     |
| 12      | Pons Racing                | 25  | 12  | 14  | Ret | 13  | 12  | Ret | 15  | 10  | 17  | 8   | Ret | 12  | Ret | 18  | 15  | Ret | 7   | 32     |
| 12      | Pons Racing                | 26  | 9   | Ret | 14  | 11  | 10  | 12  | 9   | NC  | 18  | 14  | Ret | 16  | 5   | Ret | 14  | 7   | 15  | 32     |
| Pos.    | Escudería                  | N.º | MNZ | MNZ | ALC | ALC | MON | SPA | SPA | MSC | MSC | NÜR | NÜR | HUN | HUN | LEC | LEC | JER | JER | Puntos |
| Fuente: |                            |     |     |     |     |     |     |     |     |     |     |     |     |     |     |     |     |     |     |        |

| Color     | Resultado                                                               |
| --------- | ----------------------------------------------------------------------- |
| Oro       | Ganador                                                                 |
| Plata     | 2.ª plaza                                                               |
| Bronce    | 3.ª plaza                                                               |
| Verde     | Finalizó en los puntos                                                  |
| Azul      | Finalizó sin puntos                                                     |
| Azul      | NC - No clasificado                                                     |
| Violeta   | Ret - No terminó (Carrera)                                              |
| Rojo      | DNQ - No se clasificó                                                   |
| Negro     | DSQ - Descalificado                                                     |
| Blanco    | DNS - No empezó (carrera)                                               |
| Blanco    | WD - Retirado (fin de semana)                                           |
| Blanco    | C - Carrera cancelada                                                   |
| Sin color | DNP - Inscrito pero no participó                                        |
| Sin color | INJ - Lesionado                                                         |
| Sin color | EX - Excluido                                                           |
| Estado    | Resultado                                                               |
| Negrita   | Pole position                                                           |
| Cursiva   | Vuelta rápida                                                           |
| †         | Abandona, pero clasifica al completar el porcentaje requerido para ello |